# خواجة بلاغي (أرشق)
خواجة بلاغي (بالفارسية: خواجه بلاغی) هي قرية تقع في إيران في قسم أرشق الشرقي الريفي. يقدر عدد سكانها بـ 255 نسمة بحسب إحصاء 2016.